# 17 State Street
17 State Street je mrakodrap v New Yorku. Má 41 podlaží a výšku 165 metrů. Byl dokončen v roce 1988 podle projektu společnosti Emery Roth & Sons. V budově se nachází převážně kanceláře, ale ve spodních patrech je muzeum.